# Luxair
Luxair (eigentlich LUXAIR - Société Luxembourgeoise de Navigation Aérienne) ist die nationale Fluggesellschaft Luxemburgs mit Sitz in Sandweiler und Basis auf dem Flughafen Luxemburg.

## Geschichte

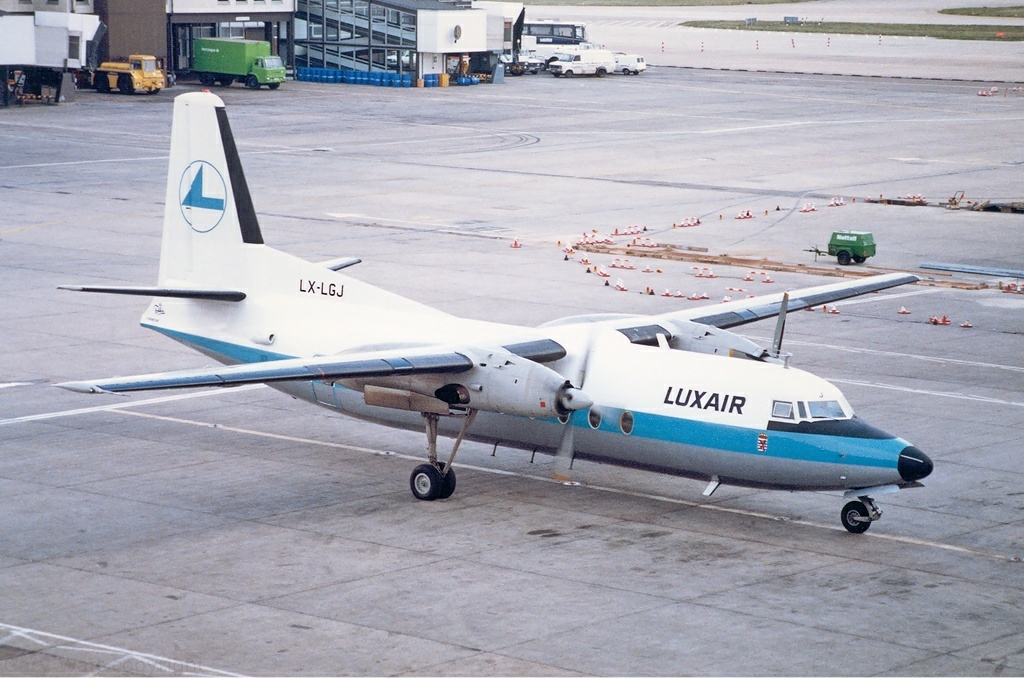
Fokker F-27-200 der Luxair, London 1989

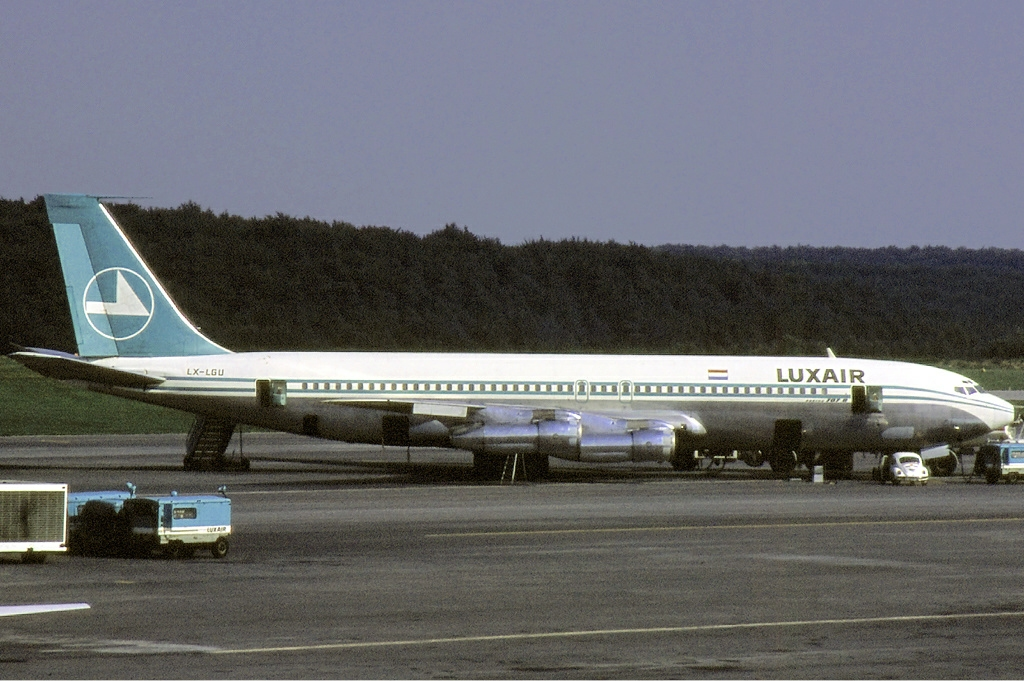
Boeing 707-344B der Luxair, 1981

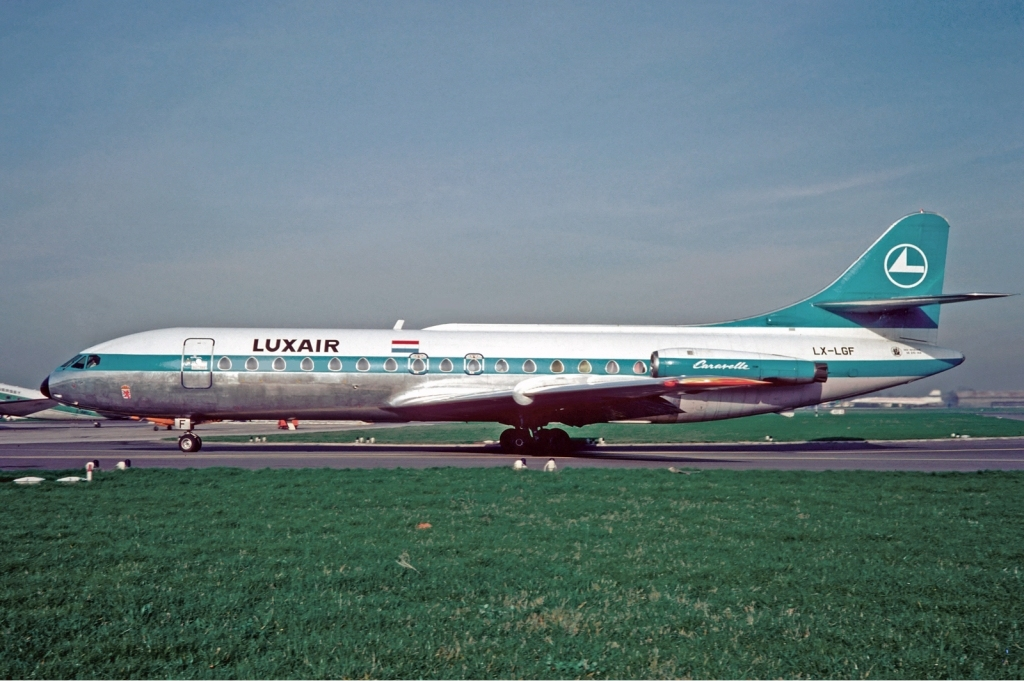
Sud Aviation Caravelle der Luxair, 1976

### Gründung und erste Jahre

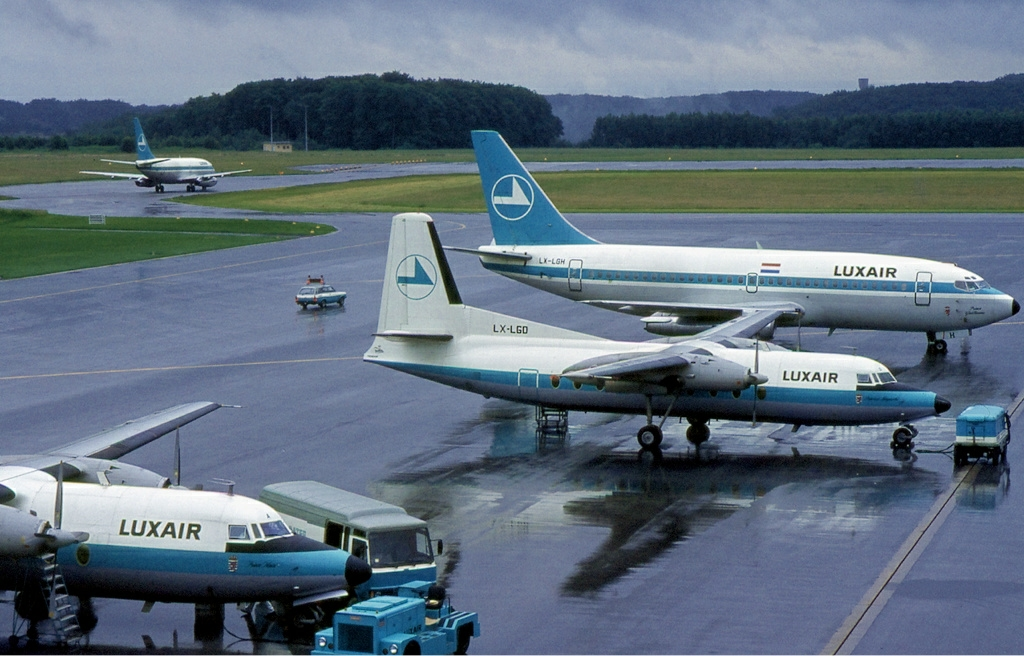
Fokker F-27 und Boeing 737 der Luxair, 1978

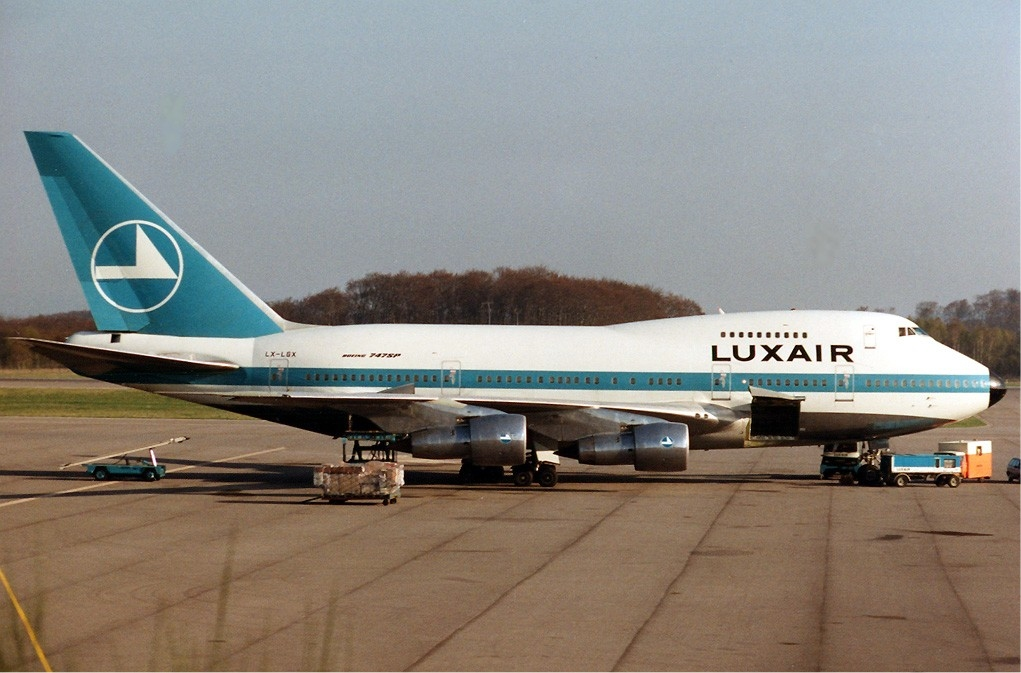
Boeing 747-SP der Luxair, 1990

Ende der 1950er-Jahre wurde Luxemburg, einer der Gründerstaaten der Europäischen Gemeinschaft, als Sitz mehrerer wichtiger europäischer Einrichtungen benannt. Diese Umstände bewirkten eine immer größere Nachfrage nach effizienten Flugverbindungen zwischen Luxemburg und anderen europäischen Hauptstädten. Folglich wurde die 1948 gegründete Luxembourg Airlines Company 1961 umstrukturiert, um dem Andrang gerecht zu werden. Sie wurde in Luxair – Société Luxembourgeoise de Navigation Aérienne umbenannt. Im Jahr 1962 nahm Luxair mit der Einführung der Route zwischen Luxemburg und Paris und mit einer Fokker F-27 den Flugbetrieb auf. Zur gleichen Zeit schloss Luxair ein erstes Abkommen mit der südafrikanischen Trek Airways, die später in das Joint-Venture Luxavia mündete.
Ein Jahr später kaufte Luxair das erste eigene Flugzeug, eine Fokker F-27. Von 1964 bis 1969 betrieb Luxair drei Lockheed L-1649A Starliner in Zusammenarbeit mit Trek Airways auf der Strecke Luxemburg–Johannesburg. Die drei Starliner flogen in den damaligen Farben von Luxair. Der zunehmende Luftverkehr zwischen Luxemburg und den großen europäischen Städten machte bald den Kauf von zusätzlichen Flugzeugen unumgänglich. Im Jahr 1967 bestand die Flotte von Luxair aus drei Fokker F-27 und einer Vickers Viscount.
Im Juni 1969 wurde das erste Strahlflugzeug der Fluggesellschaft geliefert, eine von mehreren Boeing 707. Die Viscount wurde 1970 durch Sud Aviation Caravelle, ersetzt. Die erste Boeing 737-200 wurde 1977 bestellt. Zwischen 1986 und 1990 wurden auch zwei 19-sitzige Fairchild Swearingen Metro eingesetzt. Im Jahr 1987 leaste man eine 747-SP der South African Airways. Im Laufe der Jahre ersetzte Luxair nach und nach ihre Flotte durch modernere 737-400 und -500 sowie Fokker 50 und Embraer EMB 120.

### Entwicklung seit den 1990er Jahren
Im Oktober 1997 kaufte Luxair zwei neue Embraer ERJ 145, welche bei ihr den Beinamen EUROJET tragen. Im September 1998 bestellte Luxair fünf weitere ERJ 145. Im Jahr 2004 kaufte Luxair zudem zwei neue Boeing 737-700. Eine weitere Maschine wurde im Januar 2005 geliefert. Außerdem wurden zwei Embraer ERJ 135 erworben, die Ende Januar und Ende Februar 2005 ausgeliefert wurden. Im März 2005 verkaufte die Luxair die drei noch verbliebenen Fokker 50 und stellte damit den Betrieb von Turboprops vorerst ein – das damalige Konzept sah eine reine Flotte mit Strahltriebwerken vor.
Im Jahr 2005 wurde entgegen dem damaligen Branchentrend ein Verlust von 12 Millionen Euro eingeflogen, sodass Luxair Anfang April 2006 eine Restrukturierung seiner Aktivitäten unter dem Motto „Building A New Airline“ (dt. etwa Eine neue Fluggesellschaft schaffen) ankündigte. Das neue Konzept sah einen Abbau der Beschäftigtenzahl sowie eine mittelfristige Rückkehr zu Turboprop-Maschinen vor. Im Juni 2006 wurde schließlich bekannt, dass Luxair drei De Havilland DHC-8-400 bestellt und Optionen für weitere drei Flugzeuge vereinbart hat. Die erste Maschine wurde am 31. Mai 2007 ausgeliefert und trug als erste die neue Bemalung der Gesellschaft.
Luxair ist seit dem 29. März 2009 vollintegrierter Partner im Vielfliegerprogramm Miles & More der Lufthansa. Am 24. November 2009 traf eine geleaste Boeing 737-800 in Luxemburg ein. Sie sollte ab März 2010 die letzte 737-500 ersetzen. Am 5. Februar 2011 traf die fünfte und letzte der anfangs bestellten De Havilland DHC-8-400 mit dem Luftfahrzeugkennzeichen LX-LGF um 16:05 Uhr auf dem Flughafen Luxemburg ein.

### Seit 2010
Aufgrund erneut hoher Verluste war Luxair 2011 gezwungen, die Zahl ihrer Flugzeuge und Ziele zu reduzieren. So wurden die beiden Embraer ERJ 135 ausgemustert und die Verbindungen nach Prag und Dublin gestrichen. Im Jahr 2012 hatte Luxair einen Verlust in zweistelliger Millionenhöhe.
In den Jahren 2013 und 2014 nahm Luxair zwei neue Boeing 737-800 mit dem neuen „Boeing Sky Interior“ in Betrieb. Dadurch konnte Luxair ihre letzte 737-500 aus der Flotte ausmustern.
Der Austausch der Embraer ERJ 145 gegen Turboprops des Typs De Havilland DHC-8-400 konnte im Jahr 2016 abgeschlossen werden.
Lufthansa bot am 1. September 2015 ihre 13 % Anteile dem Luxemburgischen Staat an, um die Flüge aus Luxemburg nach Frankfurt oder München selbst anzubieten. Der Luxemburgische Staat verkaufte die Anteile wiederum an die Finanzholding-Gesellschaft Delfin Finance von Leonardo Del Vecchio.
Anteilseigner der Luxair Group sind mit Stand 2023 der Staat Luxemburg (39,05 %), Spuerkeess - Banque et Caisse d’Epargne de l’Etat S.A. (21,81 %), Banque internationale à Luxembourg S.A. BIL (13,14 %), Delfin (13,00 %), Luxair (10,00 %), Luxair Finance (2,86 %) und Andere (0,14 %). Luxair ist mit 40 % an Luxfuel S.A, mit 35,10 % an der Frachtfluggesellschaft Cargolux, mit 35,1 % an Master LeaseCo sowie mit 35 % an Euro Moselle Loisirs beteiligt.
Luxair zahlt keinerlei Dividende.

## Flugziele
Luxair führt Linien- und auch Charterflüge hauptsächlich auf Kurz- und Mittelstrecken innerhalb Europas durch.
Im deutschsprachigen Raum werden Berlin, Hamburg, München, Wien sowie saisonal Sylt und Usedom angeflogen (Stand: März 2024).
Unter dem Namen LuxairTours tritt Luxair auch als Reiseveranstalter auf.

## Flotte

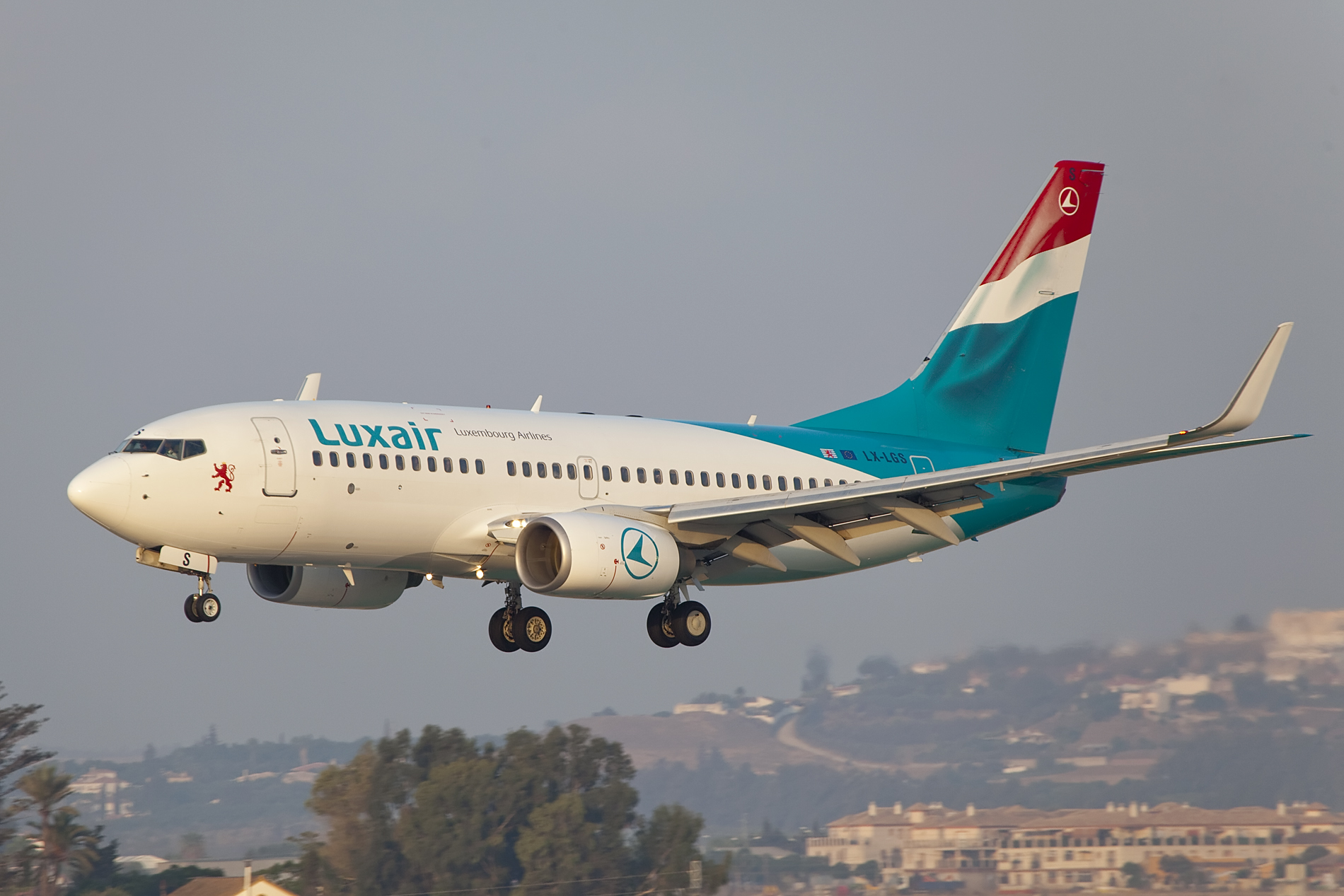
Boeing 737-700
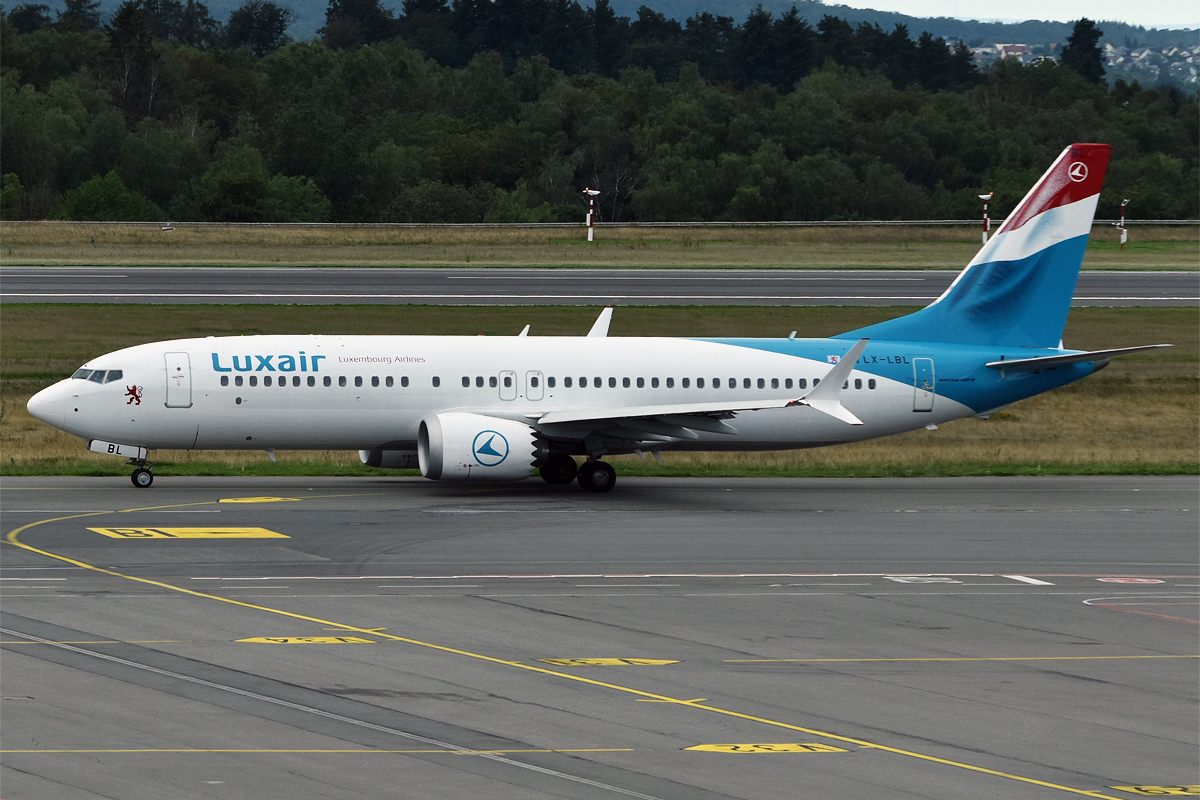
Boeing 737-8 MAX
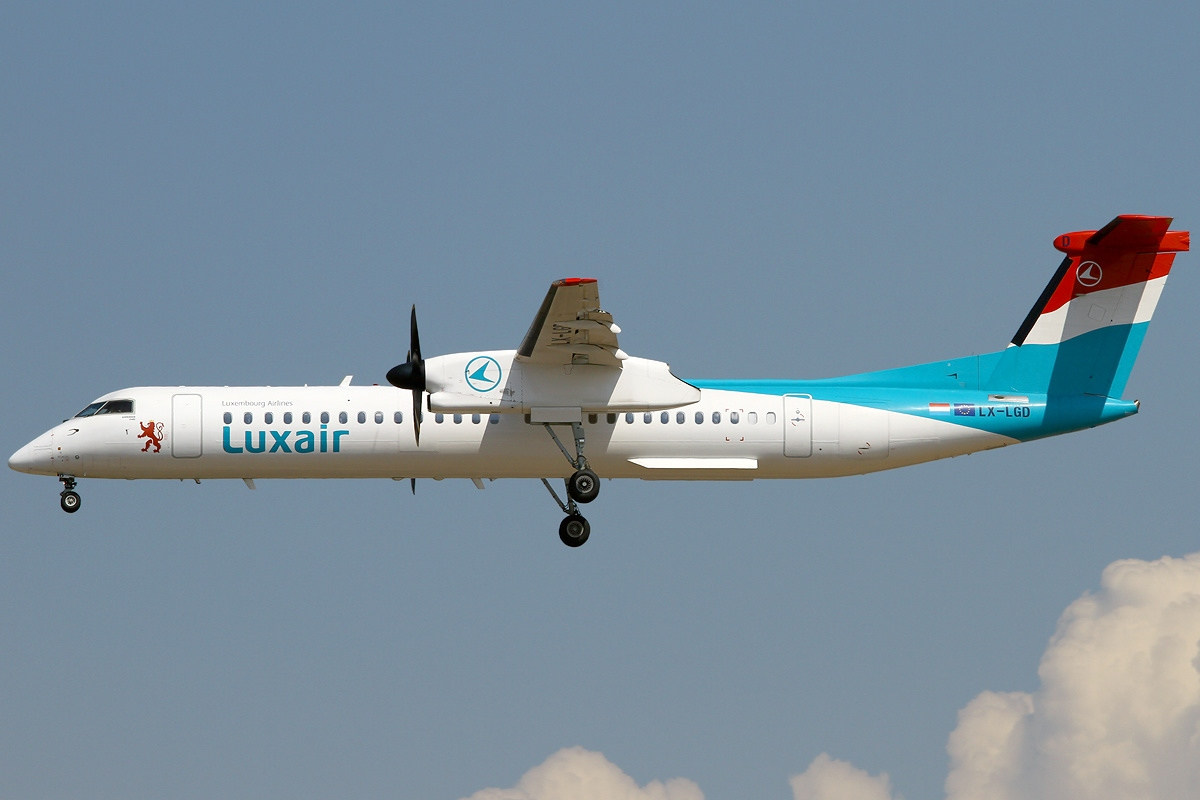
De Havilland DHC-8-400

### Aktuelle Flotte
Mit Stand April 2025 besteht die Flotte der Luxair aus 21 Flugzeugen mit einem Durchschnittsalter von 12,2 Jahren:
| Flugzeugtyp            | Anzahl | bestellt | Anmerkungen                                  | Sitzplätze | Durchschnittsalter |
| ---------------------- | ------ | -------- | -------------------------------------------- | ---------- | ------------------ |
| Boeing 737-700         | 04     | 0        | mit Winglets ausgestattet                    | 141        | 18,7 Jahre         |
| Boeing 737-800         | 04     | 0        | mit Winglets ausgestattet                    | 186        | 11,0 Jahre         |
| Boeing 737 MAX 7       | 0      | 04       |                                              | – offen –  |                    |
| Boeing 737 MAX 8       | 02     | 04       |                                              | 186        | 06,8 Jahre         |
| Boeing 737 MAX 10      | 0      | 02       | + 2 Optionen                                 | – offen –  |                    |
| De Havilland DHC-8-400 | 11     |          | eine inaktiv                                 | 76         | 11,2 Jahre         |
| Embraer E195-E2        |        | 04       | Auslieferung geplant ab viertem Quartal 2025 | – offen –  |                    |
| Gesamt                 | 21     | 14       |                                              |            | 12,2 Jahre         |

### Aktuelle Sonderbemalungen
| Flugzeugtyp            | Luftfahrzeugkennzeichen | Bemalung               | Zeitraum           | Bild |
| ---------------------- | ----------------------- | ---------------------- | ------------------ | --- |
| Boeing 737-800         | LX-LGV                  | „60th Anniversary“     | seit Juni 2022     | |
| De Havilland DHC-8-400 | LX-LGF                  | „Stand Speak Rise Up!“ | seit November 2024 | Bild gesucht Die Wikipedia wünscht sich an dieser Stelle ein Bild. Weitere Infos zum Motiv findest du vielleicht auf der Diskussionsseite . Falls du dabei helfen möchtest, erklärt die Anleitung , wie das geht. |
| DE Havilland DHC-8-400 | LX-LGN                  | „den Atelier“          | seit April 2025    | Bild gesucht Die Wikipedia wünscht sich an dieser Stelle ein Bild. Weitere Infos zum Motiv findest du vielleicht auf der Diskussionsseite . Falls du dabei helfen möchtest, erklärt die Anleitung , wie das geht. |

### Ehemalige Sonderbemalungen
| Flugzeugtyp    | Luftfahrzeugkennzeichen | Bemalung   | Zeitraum                      | Bild |
| -------------- | ----------------------- | ---------- | ----------------------------- | ---- |
| Boeing 737-800 | LX-LBA                  | „Esch2022“ | November 2021 bis Januar 2025 |      |

### Zuvor eingesetzte Flugzeuge

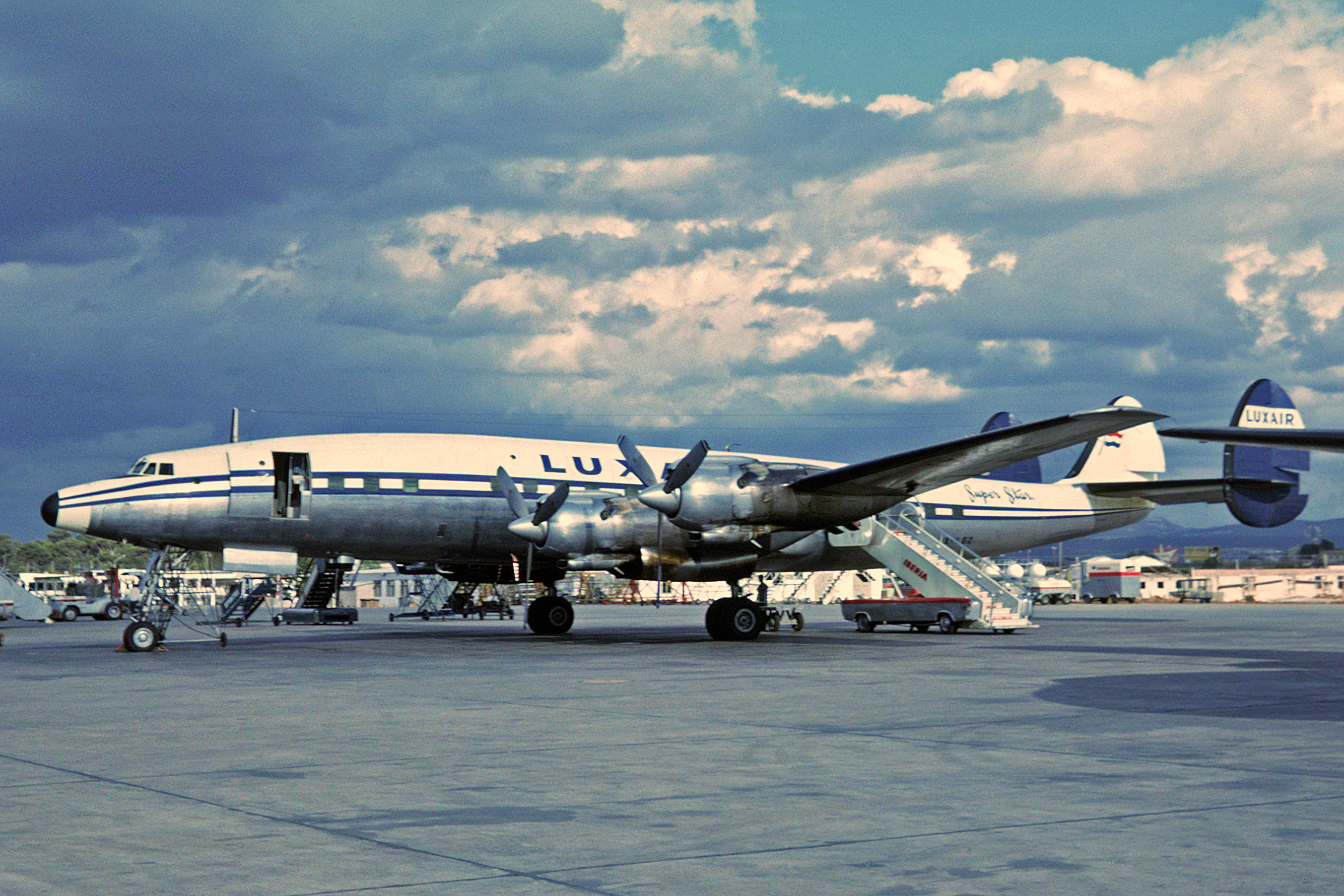
Lockheed L-1649A Starliner der Luxair im Jahr 1965

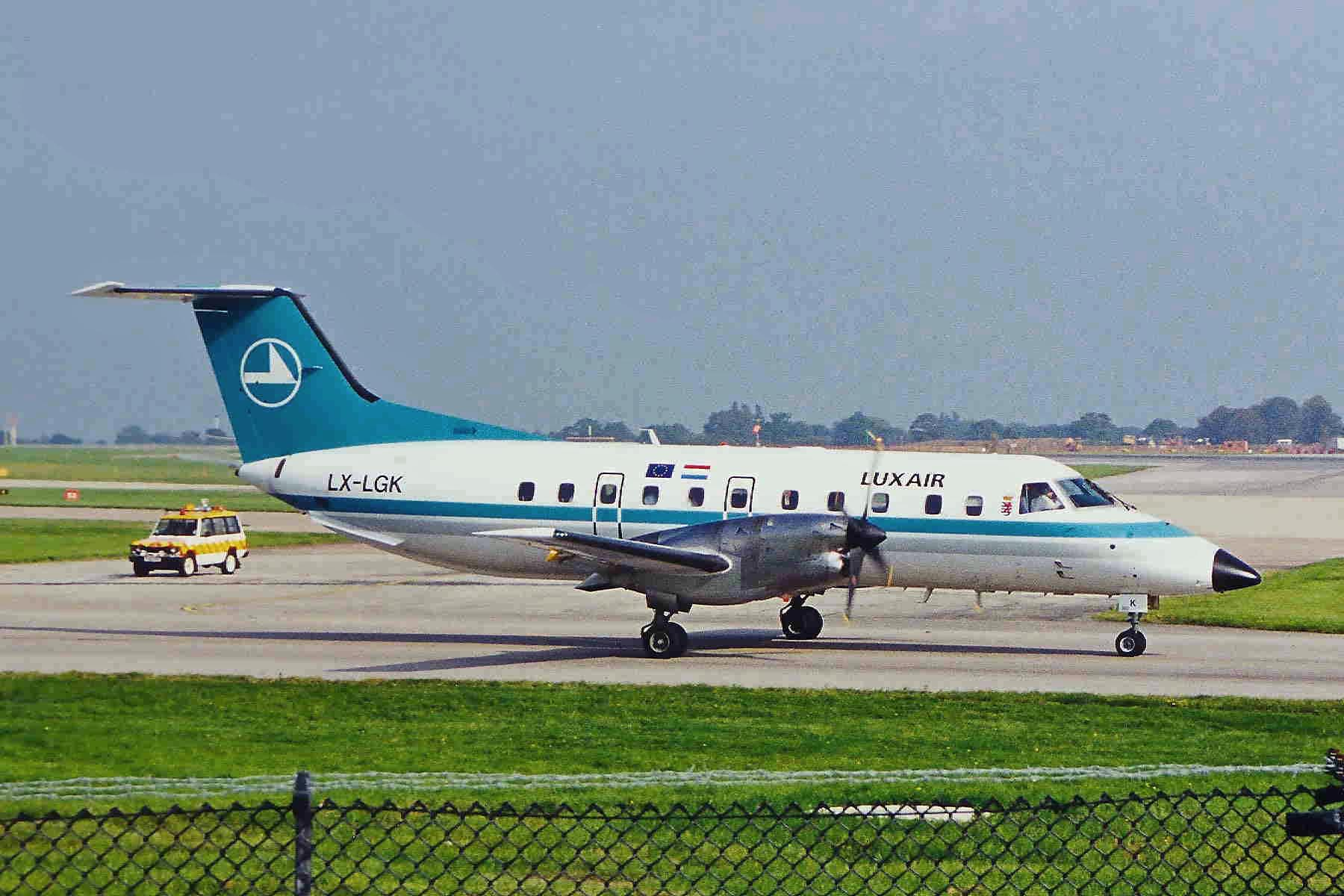
Embraer EMB 120 der Luxair im Jahr 1998

In der Vergangenheit setzte Luxair unter anderem folgende Flugzeugtypen ein:
- Airbus A300B4-200
- Boeing 707
- Boeing 737-200/400/500
- Boeing 747-SP
- Boeing 767-300ER
- Curtiss C-46 Commando
- Douglas DC-4
- Embraer EMB 120
- Embraer ERJ 135/145
- Fairchild Swearingen Metro
- Fokker F-27
- Fokker 50
- Lockheed L-1649A Starliner
- Vickers Viscount
- Sud Aviation Caravelle

## Zwischenfälle
Luxair verzeichnet in ihrer Geschichte vier Flugzeugverluste, wobei auch Todesopfer zu beklagen waren:
- Am 19. Juni 1958 verunglückte eine Curtiss C-46 Commando der Luxembourg Airlines mit dem Luftfahrzeugkennzeichen LX-LAA bei einem Trainingsflug auf dem Flughafen Stuttgart. Bei der Landung brach das linke Hauptfahrwerk, das Flugzeug kam von der Bahn ab und fing Feuer. Es gab keine Todesopfer, die Maschine wurde jedoch zerstört.[26]

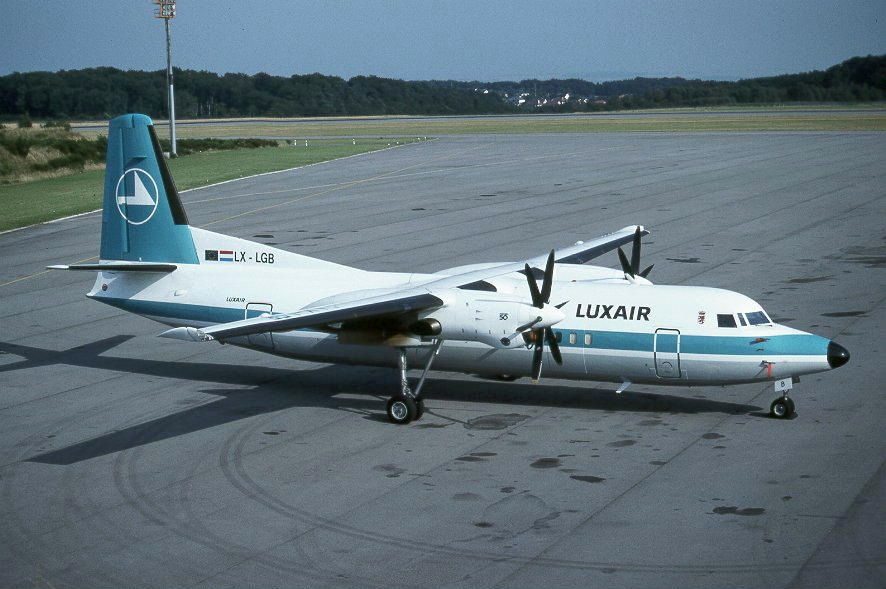
Die am 6. November 2002 verunglückte Fokker 50 LX-LGB im Jahr 1992

- Am 22. Dezember 1969 verunglückte eine Vickers Viscount 815 der Luxair (LX-LGC) bei der Landung auf dem Flughafen Luxemburg. Die aus Frankfurt kommende Maschine geriet von der rutschigen Landebahn ab, woraufhin das Bugfahrwerk zusammenbrach und das Flugzeug irreparabel beschädigt wurde. Alle Insassen überlebten.[27]

- Am 6. November 2002 stürzte eine Fokker 50 (LX-LGB) auf dem Flug von Berlin-Tempelhof in dichtem Nebel beim Anflug auf die Landebahn 24 kurz vor dem Flughafen Luxemburg auf ein Feld nahe Niederanven. Dabei kamen 20 Menschen ums Leben, unter ihnen der luxemburgische Maler Michel Majerus. Lediglich der Kapitän und ein Passagier überlebten den Absturz schwerverletzt (siehe auch Luxair-Flug 9642).[28]

- Am 30. September 2015 verunglückte eine De Havilland DHC-8-400 (LX-LGH) beim Start auf dem Flughafen Saarbrücken. Die aus Hamburg kommende Maschine sollte nach einer planmäßigen Zwischenlandung nach Luxemburg weiterfliegen. Laut Untersuchung der BFU fuhr die Copilotin irrtümlich das Fahrwerk noch vor dem Abheben ein.[29] Das Flugzeug rutschte über die Startbahn und kam wenig später auf dieser zum Stillstand. Keiner der 16 Passagiere und vier Besatzungsmitglieder wurde verletzt.[30][31] Aufgrund der Schwere der Beschädigung verzichtete Luxair auf eine Reparatur und entschied sich für den Neukauf einer Maschine.[32]